# 퀼테페

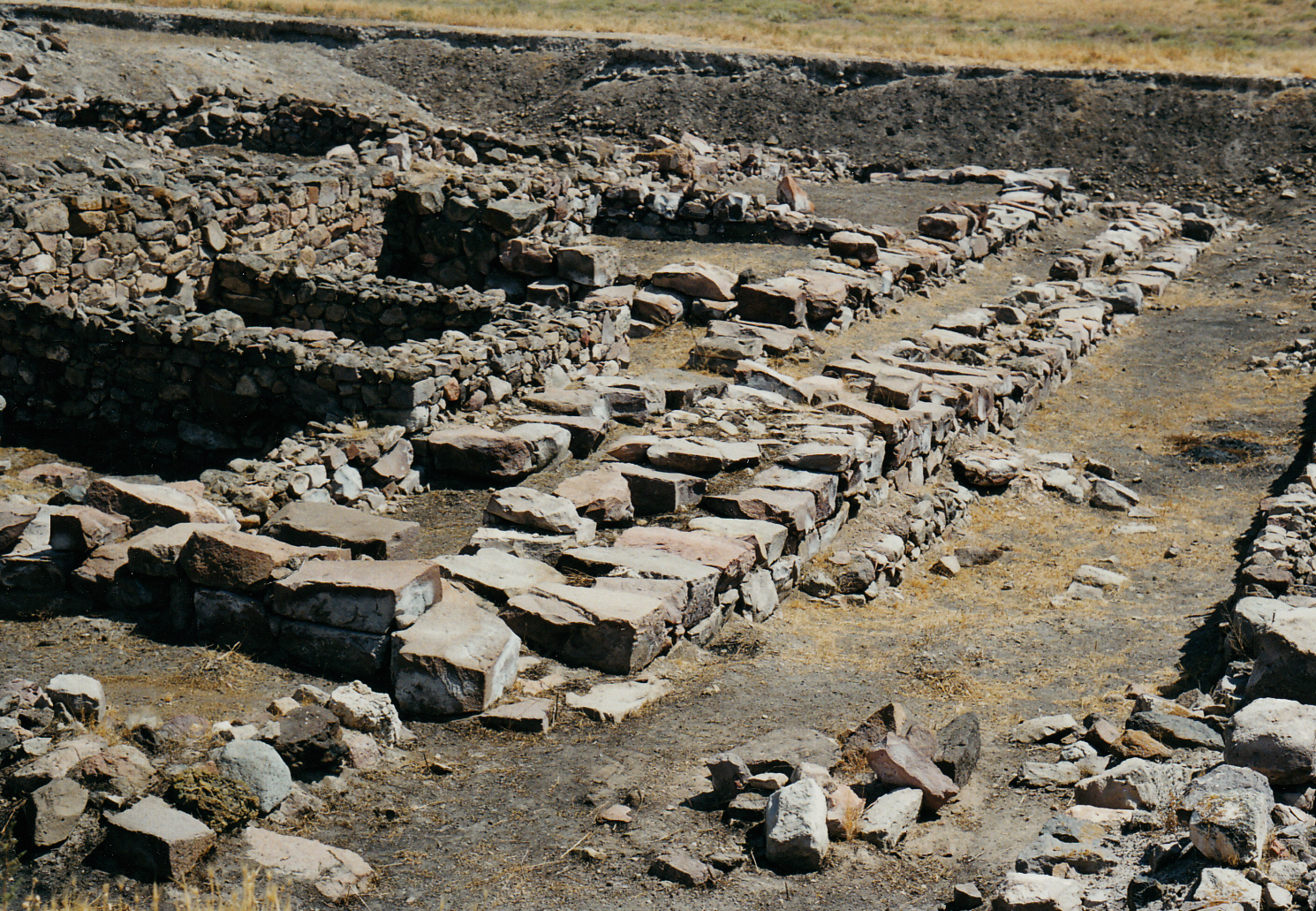

퀼테페(Kültepe)는 중앙아나톨리아 지역의 카이세리 주에 있는 고대도시 유적으로, 현재의 카네사 (Kaneša)에 해당한다. 고대도시 카네사는 카네쉬 (Kaneš)로 기록되는데 히타이트의 설형문자 기록의 방식이다. 최고 가까운 도시는 카이세리로 남서쪽으로 20 km 떨어져있다.
잘푸와의 왕 우흐나가 카네쉬를 공격하였다. 그 후 잘푸와인들은 도시의 시우스 우상을 철거하였다. 쿠사라의 왕 피타나는 밤에 네사를 정복하였는데 그곳의 어느누구에게도 해를 가하지 않았다.
네사는 피타나의 아들 아니타의 치세에 반란하였지만 아니타는 반란을 진압하고 네사를 수도로 하였다. 아니타는 잘푸와를 더욱 침입하여 그의 왕 후지야를 포로로 하였다. 그리고 시우스 우상을 네사를 위해 회복하였다.
기원전 1600년 아니타의 후손이 하투사로 이동하였는데 그리하여 히타이트 제국을 창건하였다.